# Jo Daemen
Johanna Maria Hendrika (Jo) Daemen (Haarlem, 5 mei 1891 – De Bilt, 13 mei 1944) was een Nederlands grafisch ontwerper, illustrator, tekenaar, glaskunstenaar en dichter.

## Leven en werk
Daemen was een dochter van onderwijzer Joseph Daemen en Maria Christina Henriette Albers. Haar opleiding begon in 1907 bij de School voor Kunstnijverheid in Haarlem. Zij werd reeds in 1909 boekbandontwerper bij uitgeverij Brusse in Rotterdam. Ze maakte onder meer illustraties voor bladmuziek en verzorgde tekeningen en korte verhalen voor het blad De Vrouw en haar Huis en De Telegraaf. Daemen schreef teksten voor de Bussumse pianiste en zangeres Jacoba Craamer, die zelf de muziek componeerde. Craamer trad onder meer tijdens De Vrouw 1813-1913 op met Daemens nummer Uit Bloemenstad.
Vanaf 1917 werkte Daemen enige tijd in het atelier van de Haarlemse glazenier Willem Bogtman. In 1919 werd ze lid van de VANK.
In 1921 verhuisde ze naar de gemeente De Bilt, waar zij tot haar overlijden woonde in Bilthoven.

## Werken

### Omslagen
- Houten, J.M. van (1927) Cactussen. Rotterdam : W.L. & J. Brusse
- Houten, J.M. van (1929) Kamerplanten. Rotterdam : W.L. & J. Brusse
- Houten, J.M. van (1930) Tuinplanten. Rotterdam : W.L. & J. Brusse
- Houten, J.M. van (1935) Wilde planten en hare toepassing in onze tuinen. Rotterdam : W.L. & J. Brusse
- Smits, A.P. (1930) Rotsplanten en haar toepassing in onze tuinen. Rotterdam : W.L. & J. Brusse

### Liederen
- Uit Bloemenstad (1913), muziek van Jacoba Craamer
- De Crocusjes, muziek van Jacoba Craamer